# Organisation de la résistance nationale d'Azerbaïdjan

Logotype de l'Organisation de la résistance nationale d'Azerbaïdjan.

L'organisation de la résistance nationale  d'Azerbaïdjan (Persan: تشکیلات مقاومت ملی آذربایجان) (Azerbaijani: Azərbaycan Milli Dirəniş Təşkilatı) est une organisation politique qui a été créée le 19 mars 2006 dans le sud d'Azerbaïdjan. 
Ses principaux objectifs sont le travail avec organisatio, la lutte contre le chauvinisme perse ainsi que le racisme en Iran. Elle vise la déclaration officielle de l'indépendance d'Azerbaïdjan du sud  et l'Union avec la république d'Azerbaïdjan et la consolidation des terres de l'Azerbaïdjan historique,,,,